# Oldsmobile Side Entrance Touring
La Side Entrance Touring è un'autovettura prodotta dall'Oldsmobile nel 1905.

## Storia
La vettura era caratterizzata da un radiatore a nido d'ape e da lampade di ottone. La Side Entrance Touring aveva installato un motore boxer a due cilindri da 4.257 cm³ di cilindrata che erogava 20 CV di potenza. La trazione era posteriore ed il moto alle ruote posteriori era trasmesso tramite una catena. Il cambio era epicicloidale a due rapporti con leva sulla parte destra del guidatore. I freni agivano tramite tamburo sulle ruote posteriori. Era offerta solo in versione tonneau.